# Lipice (Polska)
Lipice – wieś w Polsce położona w województwie wielkopolskim, w powiecie konińskim, w gminie Grodziec, nad Czarną Strugą.
W latach 1975–1998 miejscowość należała administracyjnie do województwa konińskiego.